# ABC News Report
『ABC News Report』（エービーシー ニューズリポート）は、朝日放送テレビ（ABCテレビ）で放送されていた平日夕方の関西ローカルワイドニュース番組。1991年4月1日から1994年3月31日（金曜日のみ1991年4月5日から1997年3月28日）まで18:30 - 18:55に放送された。

## 番組概要
- テレビ朝日発全国ニュースが『ANN 600ステーション』から『ステーションEYE』に変更されたことに伴い、ローカル枠も改題される形となった。
- 初期は乾龍介がメインキャスターを務め、後に岡元昇（月・火）、堀江政生（水・木・金）に変更。
- 1994年4月4日に『ワイドABCDE〜す』（当時は月曜日 - 木曜日の放送）の放送開始により、月 - 木夕方のニュースは『ワイドABCDE〜す』の1コーナーとして放送されることになり同番組が編成されない金曜のみ『ABC News Report』として放送されることになった。本番組のキャスター陣はそのまま『ワイドABCDE〜す』も続投し、岡元・堀江に交代してから使われていたテーマ音楽や天気コーナーのBGMも双方の番組でそのまま使われた（スタジオのみ月 - 木曜と金曜で別のセットを使用。テーマ音楽は『ワイドABCDE〜す』のメイン司会が三代澤康司となった頃に本編と同じテーマ曲、もしくはそのアレンジ曲に変更された）。
- ただし、全国高校野球選手権大会中継と報道特番と祝日編成の影響で『ワイドABCDE〜す』が休止となる日には、代わりにこの番組が放送されていた。
- 1997年4月4日に『ワイドABCDE〜す』金曜版が新設されたことにより、番組は6年間の放送に幕を閉じた。高校野球の期間中についても、同年度以降は『ワイドABCDE〜す』を30分枠で放送する形に変更されている。
- 番組クレジットは「制作 ABC 協力 朝日新聞」という表示だった。
- 1970年から長年に渡り夕方帯の番組スポンサーだったカネテツデリカフーズは本番組の放送期間中に降板している。『ANNニュースレーダー』から編入される形でスポンサーを務めていた阪神電気鉄道も同様に、阪神・淡路大震災発生に伴う広報活動自粛を経て降板した。

## 放送時間
| 期間     | 期間      | 放送時間（日本時間） | 放送時間（日本時間） |
| 期間     | 期間      | 月曜 - 金曜          |                      |
| -------- | --------- | -------------------- | -------------------- |
| 1991.4.1 | 1997.3.28 | 18:30 - 18:55        | 18:30 - 18:55        |

## 歴代ニュースキャスター
| 期間      | 期間      | 男性   | 男性     | 女性                | 女性                |
| 期間      | 期間      | 月・火 | 水 - 金  | 月・火              | 水 - 金             |
| --------- | --------- | ------ | -------- | ------------------- | ------------------- |
| 1991.4.1  | 1993.4.2  | 乾龍介 | 乾龍介   | 山本いつ子          | 山本いつ子          |
| 1993.4.5  | 1993.10.1 | 岡元昇 | 堀江政生 | 山本いつ子 香川千穂 | 山本いつ子          |
| 1993.10.4 | 1994.4.1  | 岡元昇 | 堀江政生 | 山本いつ子 香川千穂 | 山本いつ子 中浜葉月 |
| 1994.4.4  | 1997.3.28 | 岡元昇 | 堀江政生 | 山本いつ子 中浜葉月 | 山本いつ子 中浜葉月 |

### 補足
- 岡元・堀江・山本・中浜の担当期間は「ワイドABCDE〜す」としての放送を含む。